# Floria Gueï
Floria Gueï (Nantes, 2 de mayo de 1990) es una deportista francesa que compite en atletismo, especialista en las carreras de relevos.
Ganó una medalla de bronce en el Campeonato Mundial de Atletismo de 2013, cinco medallas en el Campeonato Europeo de Atletismo entre los años 2012 y 2018, y tres medallas en el Campeonato Europeo de Atletismo en Pista Cubierta entre los años 2011 y 2017.
Participó en tres Juegos Olímpicos de Verano, entre los años 2012 y 2020, ocupando el quinto lugar en Londres 2012, en la prueba de 4 × 400 m.
Cursó estudios superiores en la Emlyon Business School.

## Palmarés internacional
| Campeonato Mundial                   | Campeonato Mundial       | Campeonato Mundial | Campeonato Mundial |
| Año                                  | Lugar                    | Medalla            | Prueba             |
| ------------------------------------ | ------------------------ | ------------------ | ------------------ |
| 2013                                 | Moscú (Rusia)            | Medalla de bronce  | 4 × 400 m          |
| Campeonato Europeo                   |                          |                    |                    |
| Año                                  | Lugar                    | Medalla            | Prueba             |
| 2012                                 | Helsinki (Finlandia)     | Medalla de plata   | 4 × 400 m          |
| 2014                                 | Zúrich (Suiza)           | Medalla de oro     | 4 × 400 m          |
| 2016                                 | Ámsterdam (Países Bajos) | Medalla de plata   | 400 m              |
| 2016                                 | Ámsterdam (Países Bajos) | Medalla de plata   | 4 × 400 m          |
| 2018                                 | Berlín (Alemania)        | Medalla de plata   | 4 × 400 m          |
| Campeonato Europeo en Pista Cubierta |                          |                    |                    |
| Año                                  | Lugar                    | Medalla            | Prueba             |
| 2011                                 | París (Francia)          | Medalla de bronce  | 4 × 400 m          |
| 2015                                 | Praga (República Checa)  | Medalla de oro     | 4 × 400 m          |
| 2017                                 | Belgrado (Serbia)        | Medalla de oro     | 400 m              |